# Csontszínű molyszövő
A csontszínű molyszövő (Cybosia mesomella) a kvadrifid bagolylepkefélék családjába tartozó, Eurázsiában honos éjjeli lepkefaj. Nemének egyetlen faja.

## Megjelenése
A csontszínű molyszövő szárnyfesztávolsága 26-34 mm. Feje és gallérja sárgás, teste szürke, a potroh vége sárgás. Lábai és csápjai barnák, sárgásfehér pikkelyzettel. Az elülső szárny fehéres selyemfényű halványsárga, belső tere a szegélyek kivételével világos kékesfehér vagy kékesszürke behintésű. Az elülső szegély sokszor sötétsárga; az elülső és belső szegélynél egy-egy kis, feketésbarna pont található. A rojt sárgás. A hátulsó szárny sötétszürke, kevés halványsárga behintéssel, szegélye keskenyen halványsárga; a sárgás behintés az erek mentén befelé húzódik. Az elülső szárny fonákja sárga, belső tere sötét barnásszürke; a hátulsó szürkéssárga, a felszín sötétebb színe tompán átüt. A rojt sárga.
Változékonya nem számottevő. 
Petéje gömbölyű, halványsárga színű. 
Hernyója sötétbarna vagy feketésbarna, szemölcseiről kefeszerű feketés szőrcsomók meredeznek. Bábja vörösbarna. 

### Hasonló fajok
Magyarországon nem él másik, hasonló faj.

## Elterjedése
Eurázsiában honos, Észak-Spanyolországtól a Bajkálig. Magyarországon az egész országban előfordul. 

## Életmódja
Közepesen nyirkos, mohás sarjerdőkben, cserjésekben, tisztásokon, erdőszéleken, réteken él. 
Évente egy nemzedéke nő fel, imágóival májustól júliusig lehet találkozni. Alkonyatkor és éjszaka aktív, a mesterséges fény vonzza. A nőstény kis csomókban helyezi el petéit a tápnövényen vagy annak közelében. Hernyója különféle zuzmókkal, mohákkal, bomló növényi anyagokkal táplálkozik. A kifejlett hernyó áttelel, majd tavasszal laza szövedékben bebábozódik.

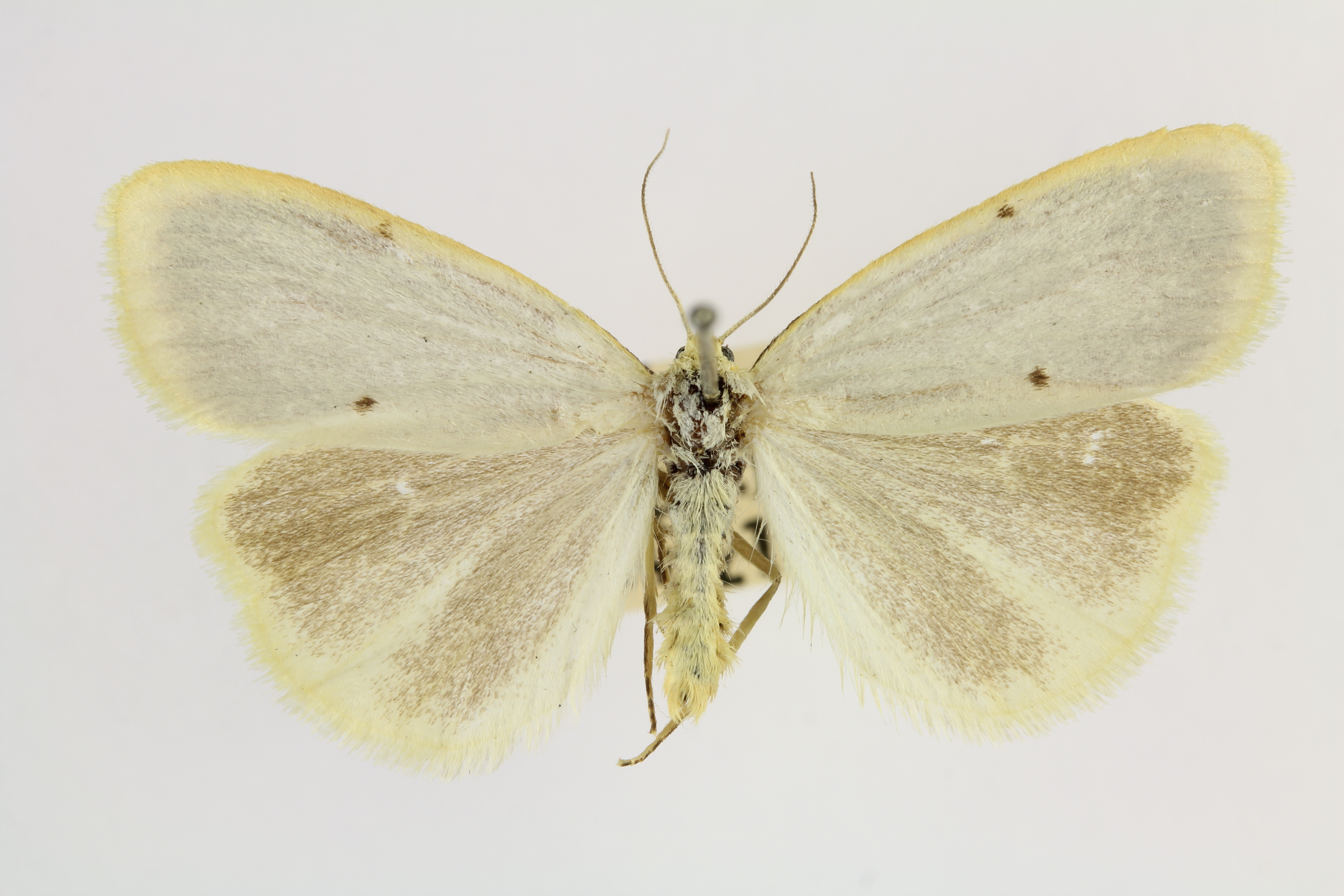
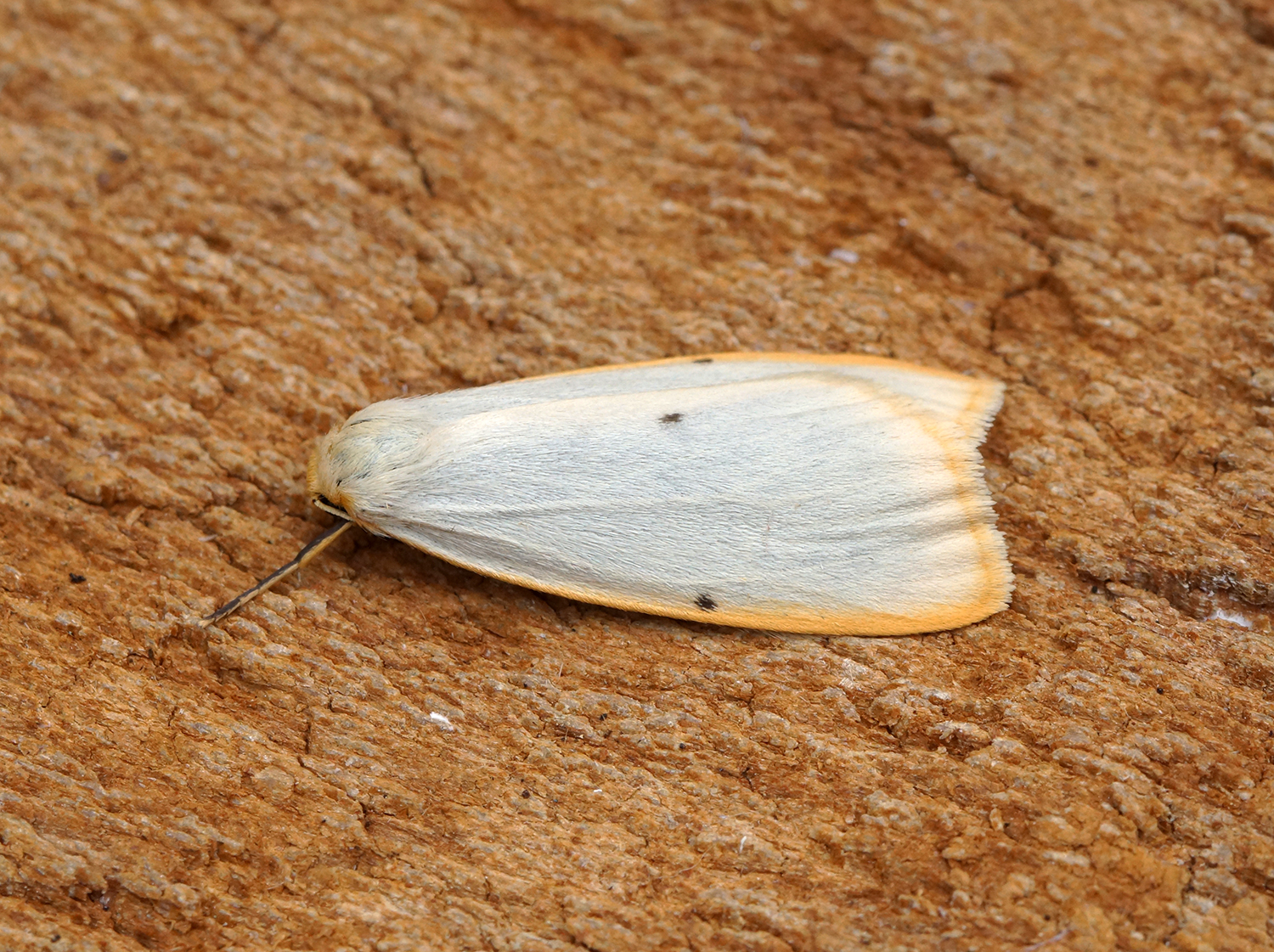
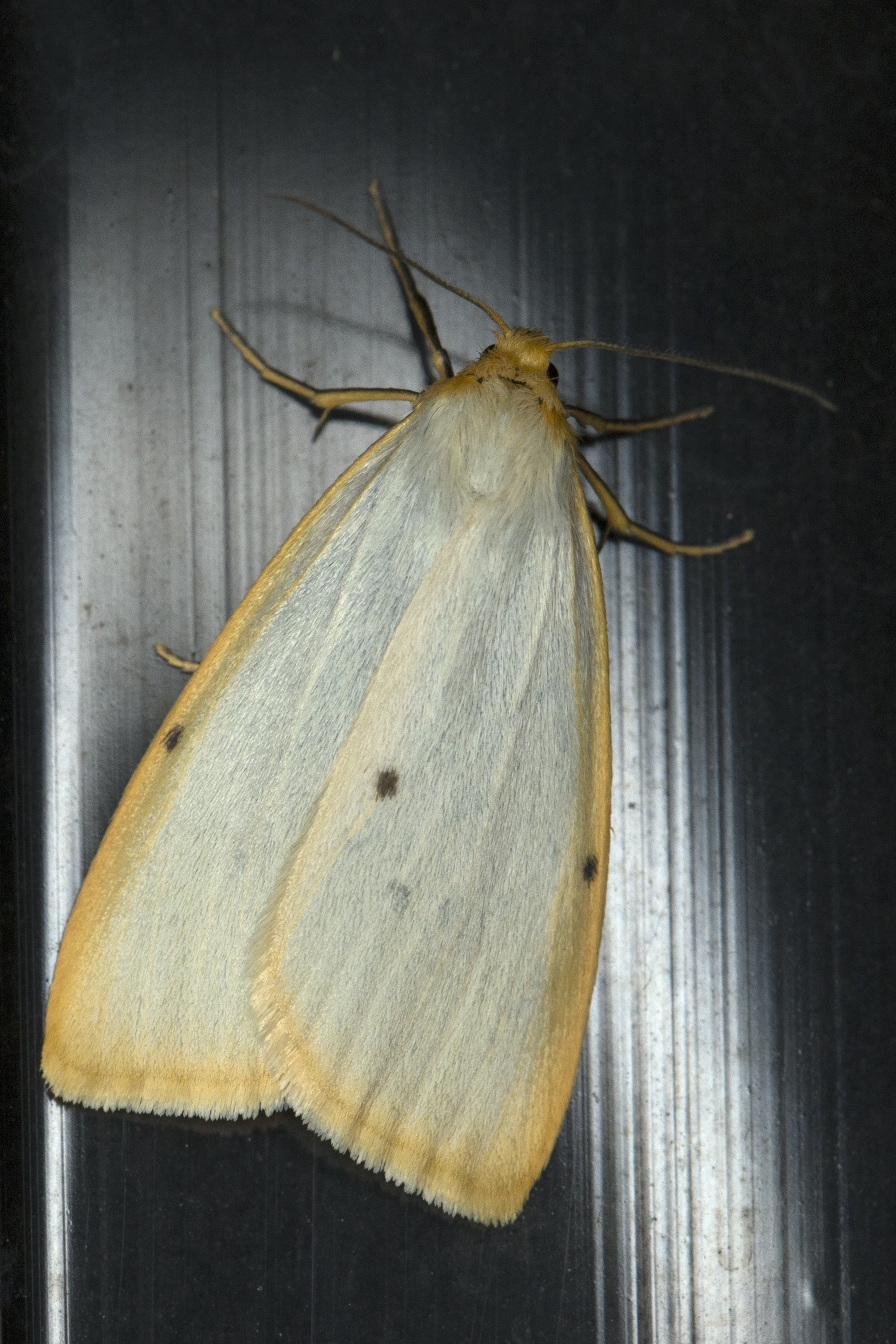
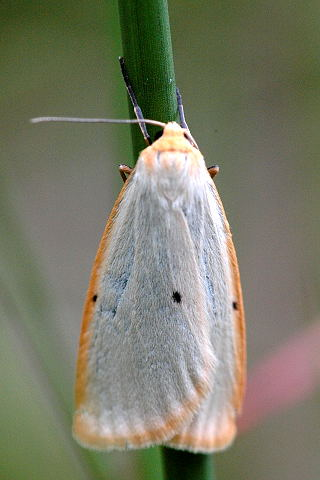
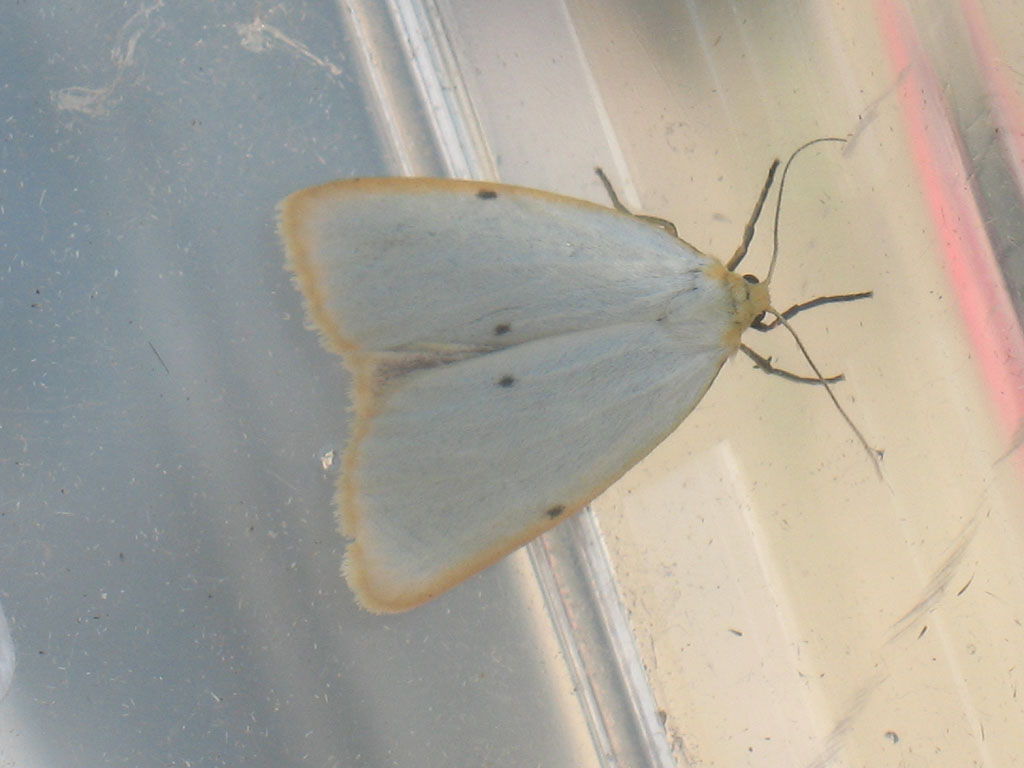

Magyarországon nem védett.